# Зварич Ірина Михайлівна
Зварич Ірина Михайлівна (нар. 8 травня 1983, Чернігів, СРСР) — українська футболістка, що виступає на позиції голкіпера у російському клубі «Зірка-2005». Відома передусім завдяки виступам у складі жіночої збірної України. У складі ФК «Росіянка» виграла три чемпіонати та п'ять кубків. Вона також може грати як польовий гравець. Граючи за ФК «Енергія» з Воронежу, вона забила хет-трик у ворота ФК «Шкіпоньят» під час матчу за Кубок УЄФА 2004/2005.
Ірина Зварич виступала на Чемпіонаті Європи серед жінок 2009 як резервний воротар Надії Баранової. У фінальному раунді чемпіонату Європи, вона вийшла на поле в основному складі, але під час матчу зі збірною Фінляндії через зіткнення з Лаурою Калмарі, була замінена за п'ять хвилин до початку перерви.